# ذهب في الليل (فلم)
ذهب في الليل (بالإنجليزية: Gone in the Night) هو فيلم إثارة أمريكي لعام 2022، من إخراج إيلي هورويتز، ومن سيناريو إيلي هورويتز وماثيو ديربي، تم عرضه في دور العرض في 15 يوليو 2022.

## روابط خارجية
- مقالات تستعمل روابط فنية بلا صلة مع ويكي بيانات